# Michael Rießler

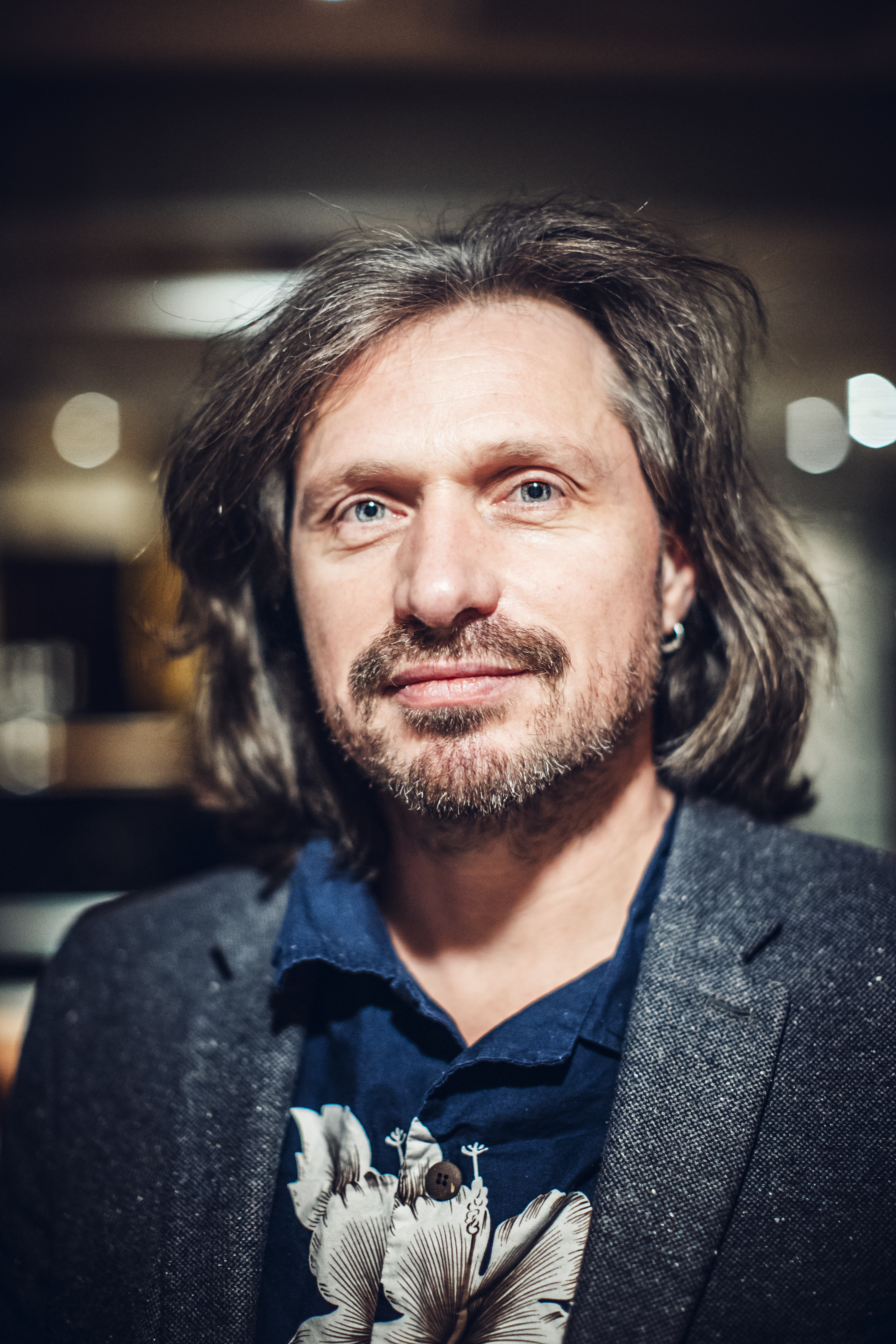
Michael Rießler (2019)

Michael Rießler (* 16. Februar 1971 in Belzig) ist Sprachwissenschaftler und seit August 2020 Professor an der Universität Ostfinnland.

## Leben
Michael Rießler ist im Dorf Borne, heute Ortsteil von Bad Belzig, in der damaligen DDR aufgewachsen. Seine Eltern arbeiteten in einer LPG. Er ging in Belzig zur Schule und beendete 1990 seine Berufsausbildung mit Abitur zum Facharbeiter für Tierproduktion an der Betriebsberufsschule des VEG Kaltenhausen in Jüterbog. Zwischen 1990 und 1991 leistete er Zivildienst in Potsdam. Danach studierte er Skandinavistik, Europäische Ethnologie und Bulgarisch an der Humboldt-Universität zu Berlin. Im Jahr 2002 absolvierte er sein Studium als Magister Artium mit einer Magisterarbeit über den Einfluss der samischen Sprachvarietäten auf norwegische und schwedische Dialekte. Diese Forschungsarbeit mit dem Titel Sprachwechsel und Sprachwandel in Nordskandinavien wurde vom Germanisten Jurij Kusmenko betreut. Rießler und Kusmenko hatten schon im Jahr 2000 gemeinsam einen Artikel zu diesem Thema veröffentlicht. Im Jahr 2011 verteidigte Rießler seine Doktorarbeit in Linguistik an der Universität Leipzig. Sein Doktorvater war der Sprachtypologe Balthasar Bickel.
Rießler hat eine zweijährige Ausbildung zum Bergretter bei der Bergwacht Schwarzwald absolviert. Er lebt in Helsinki, wo er in der Freizeitmannschaft des FC Germania spielt.

## Forschung

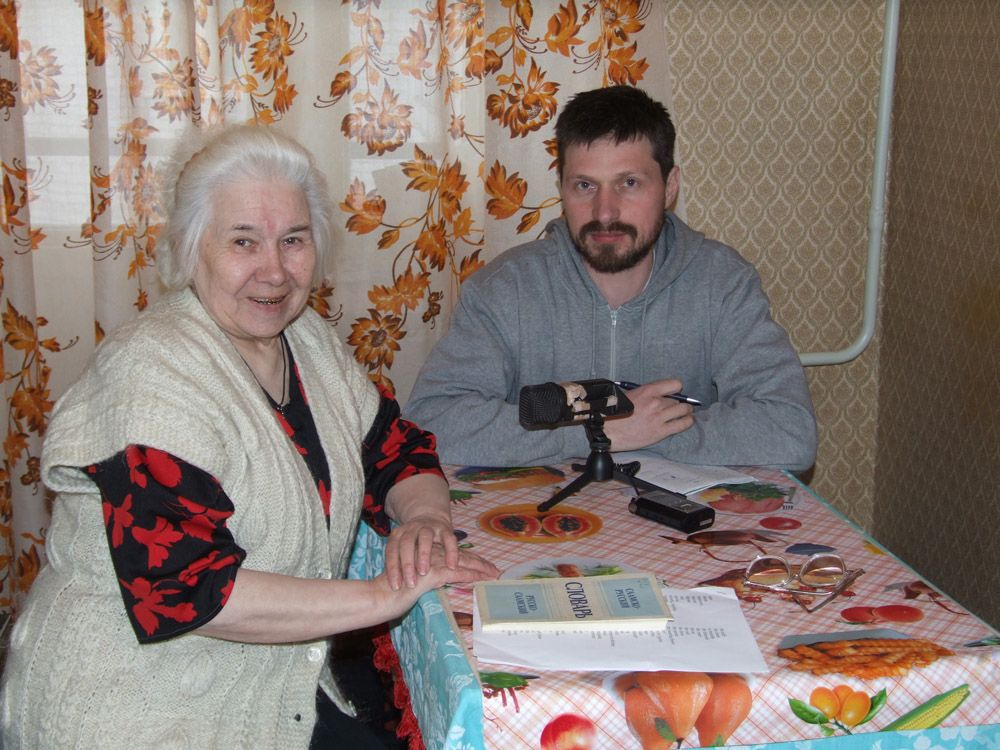
Feldforschung mit Hilfe von Alexandra Antonowa als muttersprachlicher Konsultantin (Lowosero 2008)

Rießler hat Beiträge zu nordgermanischen und samischen Sprachen sowie zu Komi u. a. in den Bereichen Sprachtypologie, Soziolinguistik, Sprachdokumentation und Sprachtechnologie veröffentlicht. Rießlers Forschungsinteressen umfassen darüber hinaus auch die samische Literatur. Von 2008 bis 2014 war er Herausgeber der Buchreihe Kleine saamische Schriften (zusammen mit Elisabeth Scheller) und bringt seit 2014 (zusammen mit Thomas Mohnike und Joshua Wilbur) deren Nachfolger, Samica heraus.
Nach Abschluss seines Studiums war Rießler an mehreren Universitäten, etwa in Deutschland, Norwegen und Finnland, tätig. Er hat umfangreiche Feldforschungen durchgeführt, insbesondere auf der Kola-Halbinsel und in anderen Gebieten im Nordwesten Russlands. Er hat auch für Äʹvv skoltsamisches Museum gearbeitet. Rießler hatte 2014 und 2017 bis 2018 Fellowships am Freiburg Institute for Advanced Studies. Im Herbst 2016 war er Gastprofessor an der École Normale Supérieure. Während drei Semestern zwischen 2017 und 2019 war er Vertreter der Professur für Allgemeine Sprachwissenschaft an der Universität Bielefeld. Im Jahr 2015 wurde er als Privatdozent an der Universität Helsinki (venia docendi in finno-ugrischen Sprachen) und 2018 an der Universität Turku (venia docendi in allgemeinen und finno-ugrischen Sprachwissenschaften) ernannt. Im Jahr 2020 nahm Rießler den Ruf als Professor für Allgemeine Sprachwissenschaft an der Universität Ostfinnland an.

## Veröffentlichungen (Auswahl)

### Monografien
- Adjective attribution. Reihe: Studies in Diversity Linguistics. Band 2. Language Science Press, Berlin 2016, ISBN 978-3-944675-65-7.

### Herausgaben
- mit Martin Hilpert, Jan-Ola Östman, Christine Mertzlufft und Janet Duke (Hrsg.): New trends in Nordic and General Linguistics. De Gruyter, Berlin 2015, ISBN 978-3-11-034697-8.
- mit Heiko F. Marten, Janne Saarikivi und Reetta Toivanen (Hrsg.): Cultural and linguistic minorities in the Russian Federation and the European Union: Comparative studies on equality and diversity. Springer, Cham 2015, ISBN 978-3-319-10454-6.
- mit Johanna Domokos und Christine Schlosser (Hrsg.): Worte verschwinden fliegen zum blauen Licht. Samische Lyrik von Joik bis Rap. Albert-Ludwigs-Universität Freiburg, Freiburg 2019, ISBN 978-3-9816835-3-0.